# Quận Ozaukee, Wisconsin
Quận Ozaukee là một quận thuộc tiểu bang Wisconsin, Hoa Kỳ.
Quận này được đặt tên theo. Theo điều tra dân số của Cục điều tra dân số Hoa Kỳ năm 2000, quận có dân số 82.317 người. Quận lỵ đóng ở Port Washington6.

## Địa lý
Theo Cục điều tra dân số Hoa Kỳ, quận có diện tích 2891 km2, trong đó có 2290 km2 là diện tích mặt nước.

### Các xa lộ chính
- Interstate 43
- Highway 32 (Wisconsin)
- Highway 33 (Wisconsin)
- Highway 57 (Wisconsin)
- Highway 60 (Wisconsin)
- Highway 167 (Wisconsin)
- Highway 181 (Wisconsin)

### Quận giáp ranh
- Quận Sheboygan - bắc
- Quận Milwaukee - nam
- Quận Waukesha - tây nam
- Quận Washington - tây

### Thông tin nhân khẩu

Tháp tuổi dân cư quận theo kết quả điều tra dân số năm 2000.

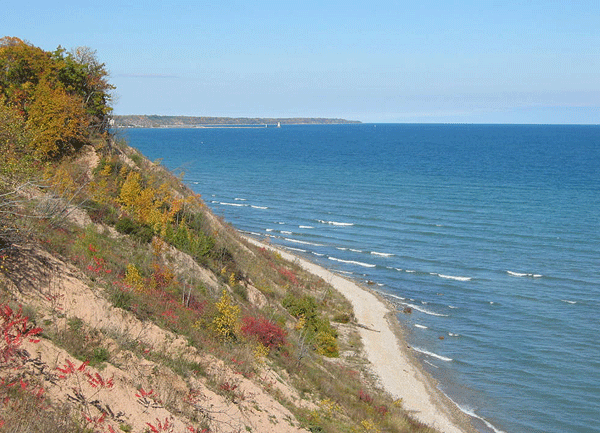
Bờ hồ Michigan, gần Port Washington

Theo điều tra dân số [7] năm 2000, đã có 82.317 người, 30.857 hộ gia đình, và 23.019 gia đình sống trong quận hạt. Mật độ dân số là 355 người trên một dặm vuông (137/km ²). Có 32.034 đơn vị nhà ở mật độ trung bình của 138 trên một dặm vuông (53/km ²). Cơ cấu chủng tộc dân cư quận gồm 96,72% người da trắng, 0,93% da đen hay Mỹ gốc Phi, 0,20% người Mỹ bản xứ, 1,07% châu Á, Thái Bình Dương 0,02%, 0,34% từ các chủng tộc khác, và 0,73% từ hai hoặc nhiều chủng tộc. 1,30% dân số là người Hispanic hay Latino thuộc một chủng tộc nào. 47,2% là của Đức, Ailen 7,3% và 6,7% gốc Ba Lan theo điều tra dân số năm 2000. 95,1% nói tiếng Anh, tiếng Tây Ban Nha 1,6% và 1,4% của Đức là ngôn ngữ đầu tiên của họ.
Có 30.857 hộ, trong đó 36,00% có trẻ em dưới 18 tuổi sống chung với họ, 65,60% là đôi vợ chồng sống với nhau, 6,50% có một chủ hộ nữ và không có chồng, và 25,40% là các gia đình không. 21,40% hộ gia đình đã được tạo ra từ các cá nhân và 8,40% có người sống một mình 65 tuổi hoặc lớn tuổi hơn là người. Cỡ hộ trung bình là 2,61 và cỡ gia đình trung bình là 3,07.
Trong quận, cơ cấu độ tuổi dân số đã được trải ra với 26,60% dưới độ tuổi 18, 6,80% 18-24, 28,00% 25-44, 25,90% từ 45 đến 64, và 12,60% từ 65 tuổi trở lên đã được những người. Độ tuổi trung bình là 39 năm. Đối với mỗi 100 nữ có 97,30 nam giới. Đối với mỗi 100 nữ 18 tuổi trở lên, đã có 94,00 nam giới.
Thu nhập trung bình cho một hộ gia đình trong quận đạt 62.745 USD, và thu nhập trung bình cho một gia đình là 72.547 USD (các con số này đã tăng lên 73.197 $ và 88.231 $ tương ứng là của một ước tính năm 2007). Phái nam có thu nhập trung bình $ 50.044 so với 30.476 $ của phái nữ. Thu nhập bình quân đầu người đạt 31.947 Mỹ kim. Khoảng 1,7% của các gia đình và 2,6% dân số sống dưới mức nghèo khổ, trong đó có 2,6% của những người dưới 18 tuổi và 4,1% của những người 65 tuổi hoặc hơn. 